# Hoét đuôi ngắn
Hoét đuôi ngắn, tên khoa học Pellorneum malaccensis, là một loài chim trong họ Pellorneidae.